# Baltikums litteratur
Baltikums litteratur betecknar den litteratur som producerats i Baltikum.
Baltikum är ett samlingsbegrepp som i värsta fall skymmer sikten för egenheter i de olika baltiska ländernas kulturer. Vad folken i Baltikum har gemensamt är en rad historiska erfarenheter. Man har levt under samma förtryckare, plågats av samma sociala nöd och bekrigats av samma fiender. Folken i Baltikum har även förenats av kampen för frihet och oberoende.  Under det sena 1800-talet fick tankar om oavhängighet förankring i Baltikum, något som till stor del berodde på att värdet av dee egna kulturerna synliggjordes, inte minst genom litteraturen. 
Folken i Baltikum har också gemensamt fråntagits sin självständighet. Efter tjugo år av självstyre efter ryska revolutionen ockuperades Baltikum sommaren 1940 av Röda armén, året därpå av nazityskland och 1944 av Röda armén igen. Därefter införlivades de baltiska republikerna i Sovjetunionen. 1991, i samband med Sovjetunionens sammanbrott, återuppstod Estland, Lettland och Litauen med någorlunda samma utsträckning som mellankrigstidens stater. 
I perioder har Baltikums författare verkat under tröstlösa omständigheter vilka en nutida betraktare närmast hisnar inför. För sitt skrivandes skull har några tvingats böta med livet. Andra har levt under permanent dödshot eller tvingats till straffarbete i fångläger hundratals mil från den egna hembygden. Politiska diktat har styrt litteraturen. Till exempel var all användning av det litauiska skriftspråket förbjuden mellan 1864 och 1904. 
Skiftningarna mellan stabilitet och turbulens, mellan självstyre och underkastelse har i Baltikum bestämt villkoren för att skriva, utge, läsa och värdera litterära texter. I tider av förtryck har litteraturen både tvingats till anpassning eller fungerat som en oppositionell kraft, antingen illegalt eller i exil.